# Theodor Schmieding

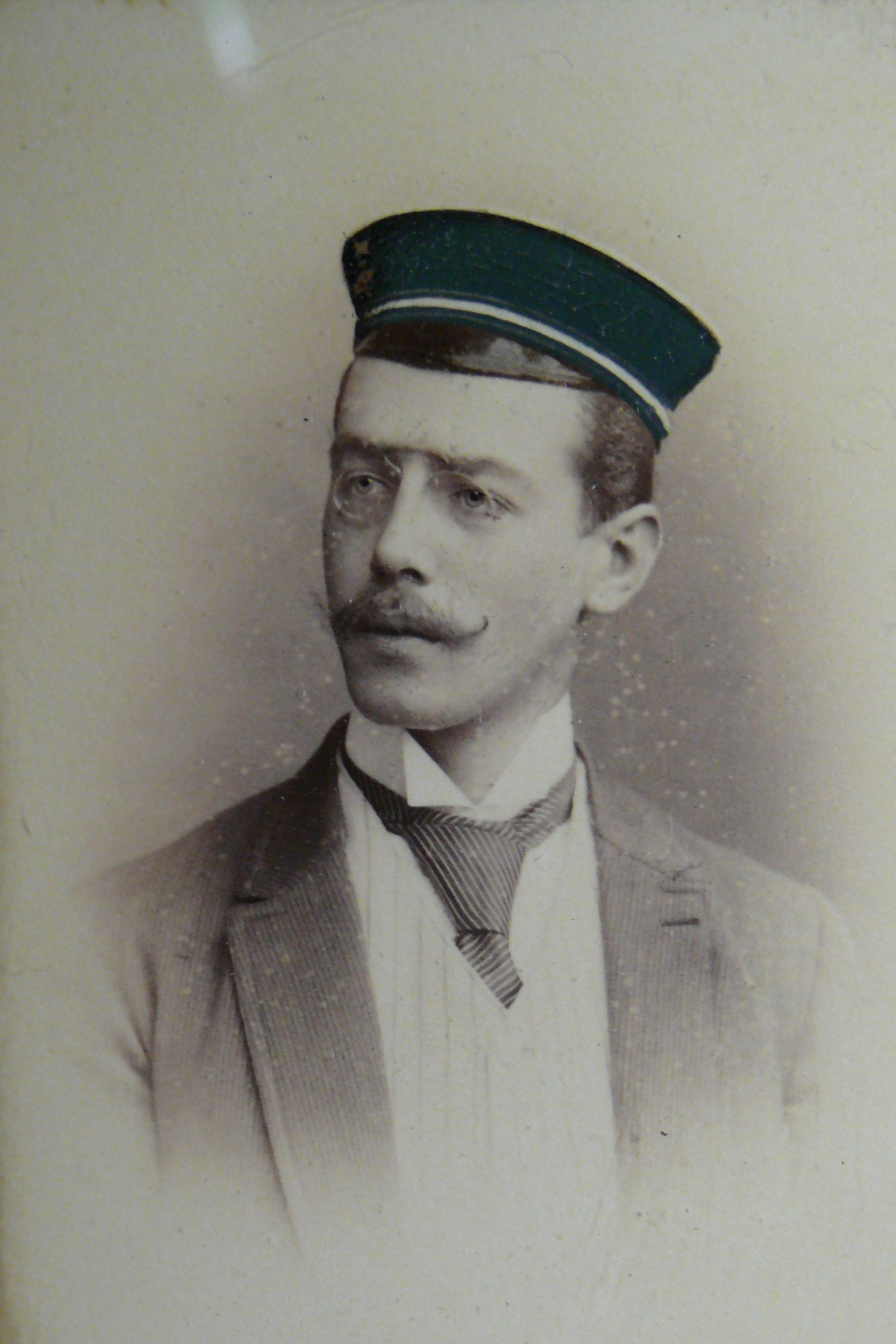
Theodor Schmieding

Theodor Schmieding (* 15. August 1843 in Bönen, Provinz Westfalen; † 27. November 1918 in Dortmund) war ein deutscher Richter und Abgeordneter.

## Leben
Theodor Schmieding studierte an der Ruprecht-Karls-Universität Heidelberg Rechtswissenschaft. 1864 wurde er Mitglied des Corps Guestphalia Heidelberg. Er schlug nach dem Studium die Richterlaufbahn ein und war zuletzt Landgerichtsrat am Landgericht Dortmund. Als Mitglied der Nationalliberalen Partei vertrat er von 1884 bis 1913 im Preußischen Abgeordnetenhaus den Wahlkreis 5 im Regierungsbezirk Arnsberg. Der Wahlkreis veränderte sich jahrzehntelang im Zuschnitt, umfasste aber immer den Stadtkreis Dortmund. Von 1895 bis 1901 gehörte er der Geschäftsordnungskommission an. Er zählte zu den führenden Persönlichkeiten seiner Fraktion. 1913 wurde er von Wilhelm II. preußischen König zum Mitglied des Preußischen Herrenhauses berufen.
Schmieding gehörte den Aufsichtsräten der Gelsenkirchener Bergwerks-AG und der „Union“ AG für Bergbau, Eisen- und Stahl-Industrie bzw. der Deutsch-Luxemburgischen Bergwerks- und Hütten-AG an. Aufgrund seines Aktienvermögens wurde er als Millionär eingestuft. Seine beiden Töchter waren in den Kreisen des Ruhrbergbaus verheiratet: Helene mit Eugen Kleine, Generaldirektor der Harpener Bergbau AG, Sohn von Eduard Kleine, Elisabeth mit Ernst Flemming, Ministerialdirektor im preußischen Ministerium für Handel und Gewerbe.